# 储永宏
储永宏（1966年1月—），男，汉族，江苏东台人，中华人民共和国政治人物。曾任江苏省财政厅厅长、党组书记，江苏省人民政府副省长、党组成员。现任中共江苏省委常委、秘书长。